# Vattenfall
Vattenfall es una compañía de energía eléctrica estatal sueca. Más allá de Suecia, la compañía genera electricidad en Dinamarca, Finlandia, Alemania, Países Bajos, Polonia y Reino Unido. El nombre de la compañía significa cascada y es una abreviación de su nombre original, Consejo Real de Cascadas (Kungliga Vattenfallsstyrelsen, en sueco).

## Historia
Vattenfall se fundó en 1909 como una entidad pública empresarial estatal sueca. Hasta mediados de los años 1970, la compañía operó exclusivamente en el mercado sueco, especialmente con energía de generación hidroeléctrica. Hacia 1974 la compañía empezó a interesarse por la energía nuclear. Construyó primero dos reactores nucleares en Suecia (Ringhals 1 y 2), y terminó poseyendo siete de los 12 reactores de Suecia. En 1992, Vattenfall cambia su estructural empresarial y aparece una nueva compañía de responsabilidad limitada, Vattenfall AB.
Tras el desastre de Chernóbil, Vattenfall se dio a conocer a la opinión internacional por su valiente denuncia de los altos índices de contaminación y la inacción del gobierno soviético. El Kremlin había intentado encubrir el accidente nuclear sine die, pero los altos niveles de radiación detectados por la Central nuclear de Forsmark, del grupo Vattenfall, forzó al Kremlin a admitir el accidente habido.
Entre 1990 y 2009, Vattenfall creció considerablemente (especialmente en Alemania, Polonia y Países Bajos), adquiriendo participaciones en Hämeen Sähkö (1996), HEW (1999, 25,1% participación de la ciudad de Hamburgo), la compañía polaca EW (2000, 55% participación), Elsam A/S (2005, 35.3% participación), y Nuon (2009, 49% participación). En 2002, Vattenfall AB y sus adquisiciones se concentran como Vattenfall Europa AG, convirtiéndose en el tercer productor de electricidad de Alemania.

## Expansión
En 2009, Vattenfall inicia una doble estrategia. Por un lado, se centra básicamente en tres mercados: Suecia, Países Bajos y Alemania; por otro, diversifica partes de su negocio en mercados secundarios (Finlandia, Dinamarca, Reino Unido y Polonia). En un entorno de disminución del atractivo del carbón y pérdida de la confianza en la energía nuclear, apuesta por las energías renovables en Alemania y, en cambio, aumenta sus plantas gasistas en Países Bajos. Siguiendo una estrategia de aumento del mercado de la energía renovable y el abandono de la energía nuclear, en 2013 Vattenfall anunció una bajada del valor de sus recursos de 29.700 millones de SEK ($4600 millones de dólares). Posiblemente contribuyó a ello una nueva compra. En 2009, Vattenfall adquirió la holandesa Nuon Energy por 97 000 millones SEK ($15 000 millones de dólares), pero su valor cayó unos 15 000 millones SEK (2 000 millones de dólares) desde entonces.

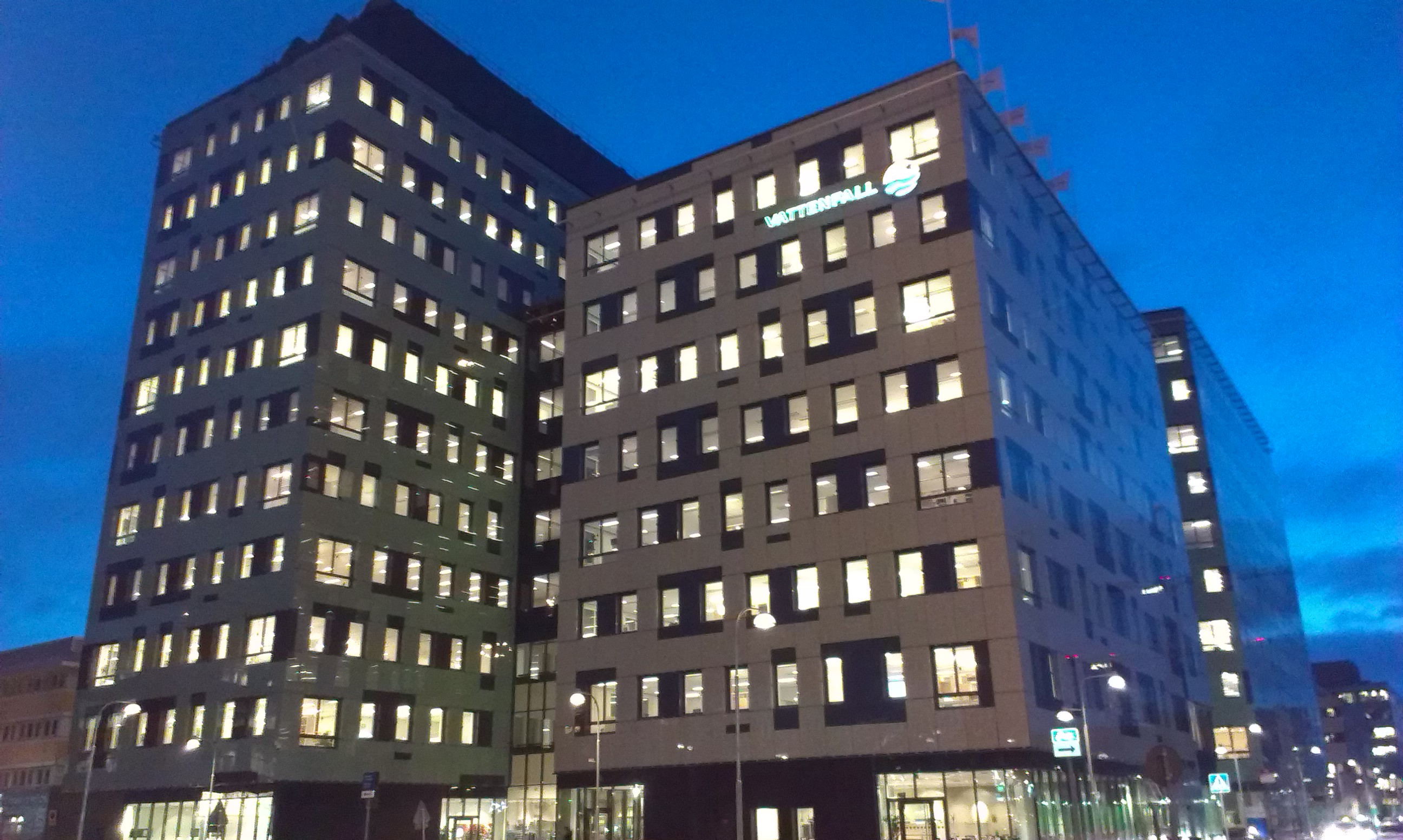
Nueva sede de Vattenfall en Solna, al norte de Estocolmo (2012).

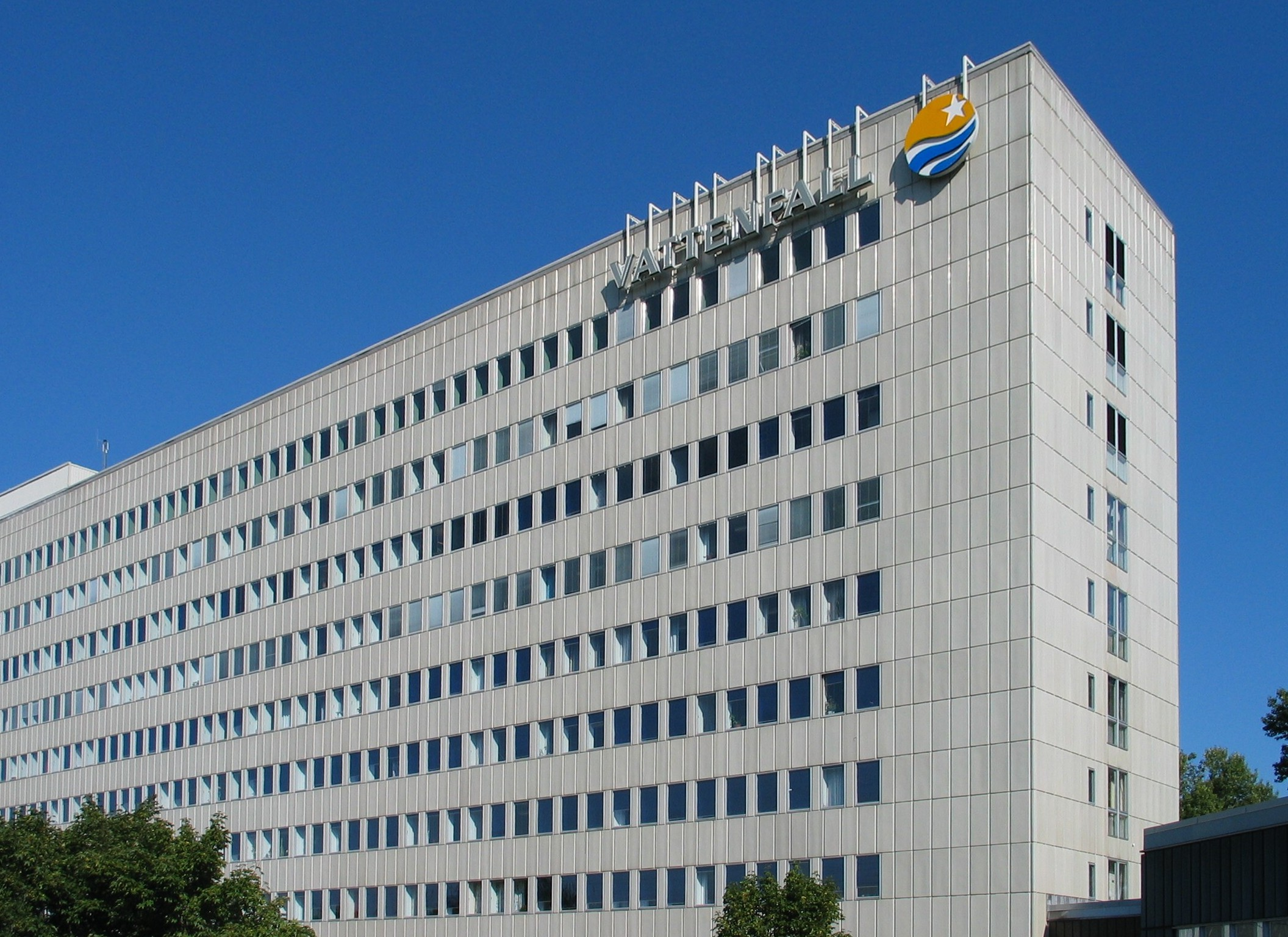
Viejos edificios de Vattenfall en Råcksta

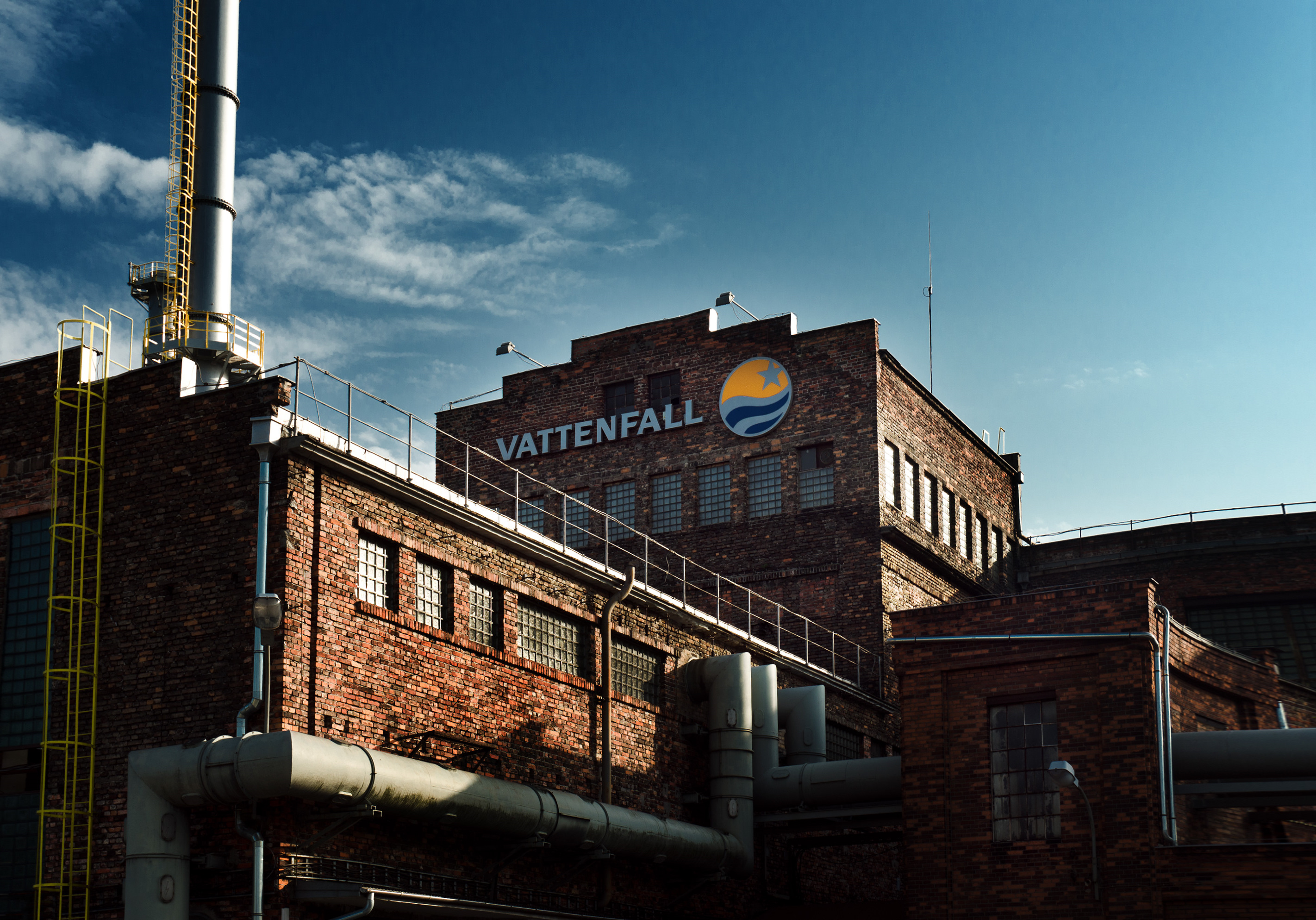
Central de Pruszków, cerca de Varsovia

En 2006, Vattenfall empezó producción de la Captura de Carbono, proyecto piloto, y su almacenamiento (CCS) en planta en la central térmica de Schwarze Pumpe (Alemania). En 2007, el parque eólico Lillgrund de la costa sur de Suecia empezó a producir electricidad.
Vattenfall tiene centrales de electricidad en Suecia, Alemania, Polonia, Países Bajos, Reino Unido, Dinamarca, Finlandia; en Alemania, Vattenfall es la utilidad eléctrica para los estados de Hamburgo, Mecklenburg-Vorpommern, Brandenburg, Berlín, Saxony-Anhalt, Thuringia, y Saxony.

## Generación

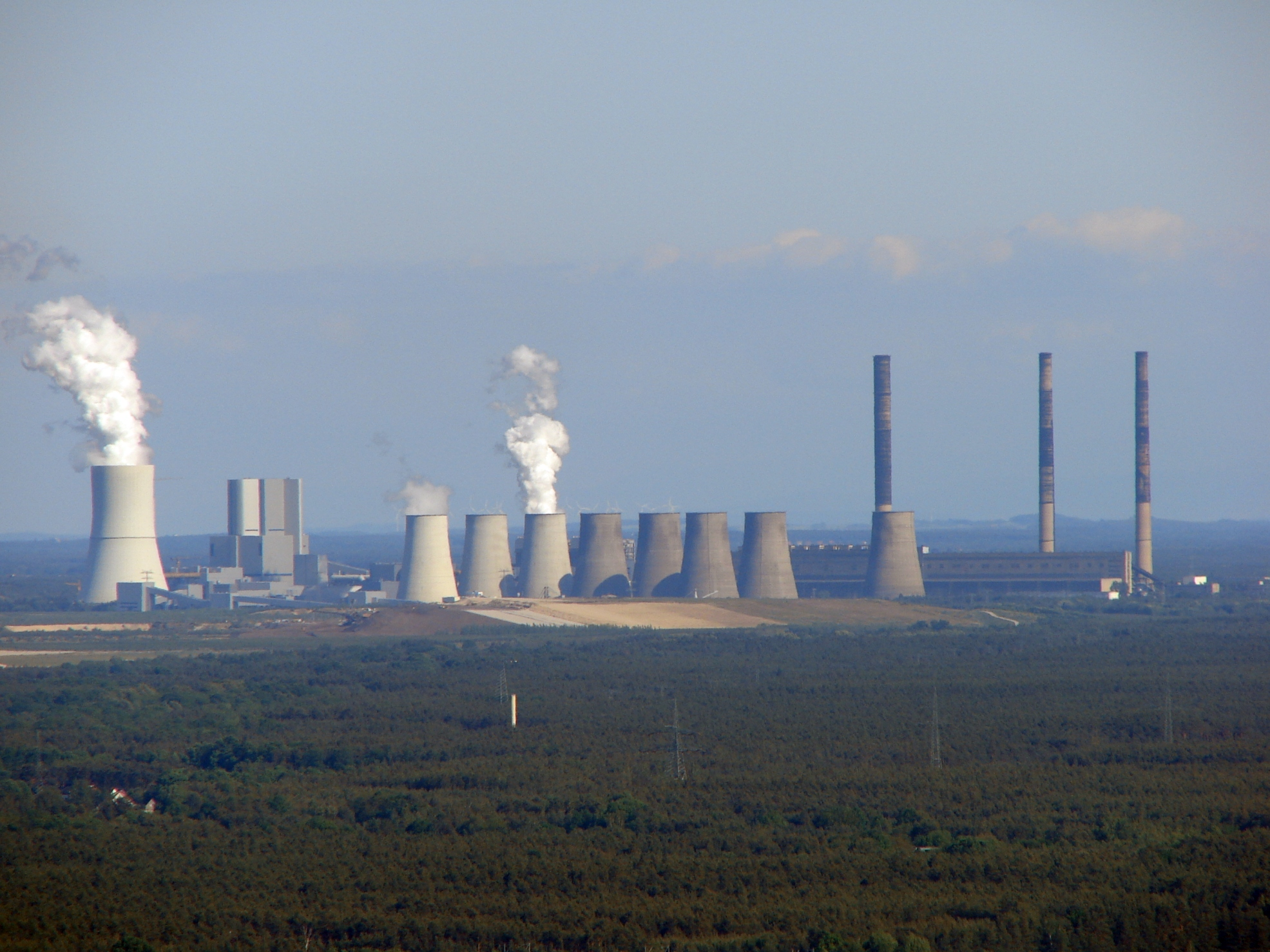
Vattenfall Europe Kraftwerk Boxberg

Con datos de 2009, Vattenfall genera electricidad de combustibles fósiles (52%), energía nuclear (25%), energía hidráulica (21%), y "otras fuentes" (viento, biomasa, residuos) (2%).
Entre las mayores plantas energéticas de Vattenfall encontramos el parque Lillgrund de la costa de Malmö, Suecia, con 110MW; la granja de viento de Thanet, Reino Unido (Thanet Wind Farm); los reactores nucleares Brunsbuttel (67% de participación); la central nuclear de Krümmel (50% propiedad); la central nuclear Brokdorf (Alemania, 20% propiedad); la central nuclear de Forsmark y la central nuclear de Ringhals (Suecia). Las centrales nucleares de Brunsbüttel y Krümmel han sido cerradas definitivamente en respuesta a una orden gubernamental en verano de 2011, después del desastre nuclear de Fukushima.
Vattenfall también posee un buen número de centrales de carbón, incluyendo la central de Jänschwalde, la central Boxberg, la central de Lippendorf (propiedad compartida) y la central térmica de Schwarze Pumpe. La central de Lippendorf fue puesta en venta en 2013. Vattenfall también opera biomasa, carbón-despedido, y otras plantas de energía en Alemania, Países Bajos y Dinamarca.
En enero de 2016, Vattenfall anunció que sus plantas nucleares suecas, incluyendo los reactores más nuevos, trabajaban a pérdidas debido a los bajos precios de la electricidad y al impuesto de producción nuclear de Suecia. De esta manera, advertía al Gobierno sueco de las graves consecuencias de un cierre de las centrales nucleares.

### Intensidad de carbono
| Año  | Producción Electricidad (TWh) | Emisiones (Gt CO2) | CO2 de kg/MWh | Suecia (TWh) | CO2 de kg/MWh |
| ---- | ----------------------------- | ------------------ | ------------- | ------------ | ------------- |
| 2002 | 166                           | 68.28              | 411           |              |               |
| 2003 | 160                           | 71.47              | 448           |              |               |
| 2004 | 174                           | 69.97              | 403           |              |               |
| 2005 | 175                           | 71.77              | 410           | 86.7         | 5.8           |
| 2006 | 165                           | 74.5               | 450           |              |               |
| 2007 | 184                           | 84.5               | 459           |              |               |
| 2008 | 178                           | 81.72              | 459           |              |               |
| 2009 | 175                           | 79.05              | 452           |              |               |
| 2010 |                               | 93.7               | 416           |              |               |
| 2011 | 167                           | 88.6               | 418           |              |               |
| 2012 | 179                           | 85.0               | 400           |              |               |
| 2013 | 181.7                         | 88.4               | 412           |              |               |

### Cinturón de seguridad
El uso del cinturón de seguridad es a menudo incorrectamente atribuido a los grupos automovilísticos Saab o Volvo. Sin embargo, un estudio realizado por dos ingenieros de Vattenfall (Bengt Odelgard y Per-Olof Weman) entre empleados de la empresa en la década de 1950 reveló que la mayoría de damnificados provino de accidentes automovilísticos, por lo que se empezó a desarrollar un cinturón de seguridad. Su trabajo contribuyó a crear el estándar para cinturones de seguridad en los auyomóviles suecos y fue presentado por Volvo a finales de la década de 1950.

## Críticas
La rápida expansión de Vattenfall ha implicado la adquisición de centrales de carbón marrón o lignito, muy polémico en Suecia y Alemania, debido a que el lignito es una de las formas menos ecológicas de generación de electricidad. Según Greenpeace, las plantas de carbón de Vattenfall despiden más del doble de emisiones de CO₂ que el resto de centrales combinadas suecas.
En 2007, E.ON, con intereses en esta planta, forzó la clausura por dos años de la planta nuclear de Krümmel por problemas en un transformador. En julio de 2009 hubo un nuevo incidente. Tras nuevos fallos, el Primer ministro de Schleswig-Holstein, Alemania, Peter Harry Carstensen anunció una última oportunidad (letzter Versuch) antes de su clausura.